# 欧阳泽华
欧阳泽华（1964年11月—），湖南益阳人。汉族，中华人民共和国政治人物，中国国民党革命委员会党员。北京经济学院毕业。

## 生平
在中国证券监督管理委员会工作多年，曾任证监会市场部副主任，上市公司监管部副主任、主任。2016年8月，接替转任中共成都市委常委、市纪委书记的王川红，任四川省人民政府金融办公室主任。
2008年，当选为第十一届全国人民代表大会北京地区代表。2013年，当选第十二届全国人民代表大会北京地区代表。2018年1月，当选第十三届全国政协委员、四川省政协副主席。